# Borgerlisten Bornholm
Borgerlisten Bornholm blev formelt stiftet 19. februar 2003.
Den stillede op til det første fælles kommunalvalg på Bornholm i maj 2002 i forbindelse med sammenlægningen af øens fem primærkommuner og Bornholms Amt til Bornholms Regionskommune.
Listen er tværpolitisk og opstod som en sammenlægning af diverse borgerlister og tværpolitiske lister på Bornholm. Listen havde listebogstavet I.

## Kommunalvalget 2002
Ved det første valg til den bornholmske storkommune fik Borgerlisten Bornholm valgt ni medlemmer, hvilket gjorde listen til valgets store vinder. Listen konstituerede sig sammen med Socialdemokraterne og Socialistisk Folkeparti med socialdemokraten Thomas Thors som regionsborgmester. Da spidskandidaten, Bjarne Kristiansen, ikke gik direkte efter borgmesterposten, valgte Peter Lundby Hansen at træde ud af gruppen for at blive løsgænger.
Derefter bestod Borgerlisten Bornholms gruppe af 1. viceregionsborgmester Bjarne Kristiansen, Bente Helms, Teddy Kofoed, Svend Aage Kristoffersen, Torben Andersen, Elsebeth Pedersen, Elisabeth Asmussen og Kaj Erik Mortensen.

## Kommunalvalget 2005
Listen blev både den store taber og den store vinder ved kommunalvalget i november 2005. Den gik fra otte til to medlemmer af kommunalbestyrelsen, men på grund valgets brogede resultat med Det Konservative Folkeparti som nøgle til konstitueringen lykkedes det for Bjarne Kristiansen at sætte sig i den bornholmske borgmesterstol.
Han og Bente Helms var de eneste, som formåede at opnå genvalg.